# جوني روس
جوني روس (بالإنجليزية: Johnny Ross)‏ هو لاعب دوري الرغبي أسترالي، ولد في 1931، وتوفي في 28 يونيو 2018.